# Heliconia ramonensis
Heliconia ramonensis är en enhjärtbladig växtart som beskrevs av G.S.Daniels och F.G.Stiles. Heliconia ramonensis ingår i släktet Heliconia och familjen Heliconiaceae.

## Underarter
Arten delas in i följande underarter:
- H. r. glabra
- H. r. lanuginosa
- H. r. ramonensis
- H. r. xanthotricha